# Rewanż Godzilli
Rewanż Godzilli (jap. ゴジラ • ミニラ • ガバラ オール 怪獣大進撃 Gojira Minira Gabara Ōru Kaijū Daishingeki) – japoński film typu kaijū z 1969 roku w reżyserii Ishirō Hondy. Dziesiąty film z serii filmów o Godzilli.
Formuła Rewanżu Godzilli różni się znacząco od wcześniejszych filmów z serii, albowiem w tym filmie wszystkie potwory, pojawiają się wyłącznie w wyobraźni głównego bohatera. Kolejną różnicą jest fakt, iż film adresowany był dla młodszej widowni w odpowiedzi na rosnącą popularność filmów z Gamerą, przeznaczoną dla dzieci.
Jest to najkrótszy z filmów z serii o Godzilli.

## Fabuła
W Kawasaki mieszka mały chłopiec o imieniu Ichirō. Mimo iż chłopiec ma bujną wyobraźnię i przyjaźni się ze swą koleżanką z klasy – Sachiko, czuje się samotny. Codziennie wraca do pustego domu, gdyż jego rodzice – kolejarz i pracownica restauracji – pracują do późna. Zawsze w drodze do domu dokucza mu grupka chłopców pod wodzą Sankō Gabary.
Jego sąsiad, konstruktor zabawek, Shinpei Inami pokazuje mu miniaturowy komputer dla dzieci. Ichirō zwierza mu się ze swoich problemów z gangiem Gabary. Shinpei mówi mu, by znalazł odwagę w sobie i postawił się łobuzom. Po powrocie do domu zastaje kartkę od mamy, by sam zrobił sobie kolację, gdyż jej nie będzie. Słyszy w wiadomościach o napadzie na bank. Z nudów wyobraża sobie, że kontaktuje się z Wyspą Potworów poprzez zabawkowe radio. Wyobraża siebie jako pasażera samolotu lecącego na Wyspę Potworów.
Tam widzi Godzillę jak i resztę potworów. Nagle Kamacuras dostrzega chłopca i ściga go. Ichirō ukrywa się w wielkiej rozpadlinie. Nagle z góry ktoś spuszcza linę. Ichiro szybko wspina się na górę, a tam ku jego zaskoczeniu czeka Minya. Ten uspokaja chłopca, że nie zrobi mu krzywdy. Oboje zapoznają się, lecz ich spotkanie przerywa przerażający ogr nazywający się Gabara, dokładnie jak dręczyciel Ichirō. Minya wyznaje mu, że znajduje się w takiej samej sytuacji jak on sam, lecz jest zbyt tchórzliwy, by postawić się Gabarze.
Następnego ranka chłopakowi znów naprzykrzają się jego rówieśnicy. Ichirō ucieka do opuszczonej fabryki. Łobuzy idą za nim, lecz ich uwagę zwracają syreny policyjne. Tak samo Ichirō zauważa dziwne rzeczy w ruderze. Tam jak się okazuje schronili się rabusie, którzy niedawno obrabowali bank i są poszukiwani przez policję.
Wieczorem Ichirō znów spotyka się z menażerią Wyspy Potworów. Zaraz po przybyciu atakuje go Gabara. Przerażony chłopiec ucieka do swego przyjaciela Minyi. Minya narzeka, że Godzilla uważa go za mięczaka. Gdy obaj przyjaciele spoglądają na sukcesywne potyczki Godzilli, na ich drodze staje Gabara. Minya jest przerażony, ale Ichirō przekonuje go do walki. Minya zwiększa swoje rozmiary i stawia czoła Gabarze, jednak ponosi sromotną klęskę. Po chwili Godzilla każe Minyi doskonalić swój radioaktywny snop.
Nagle Ichirō zostaje wyrwany ze świata fantazji. Rabusie porwali go sądząc, ze widział ich w starej ruderze. Jeden z nich włamuje się do samochodu Shinpeia. Uprowadzony chłopak przenosi się ponownie w wyimaginowany świat. Zostaje od razu rzucony w wir walki Minyi z Gabarą i pomaga temu pierwszemu. Minyi udaje się zdobywać przewagę nad Gabarą. Wtedy zjawia się Godzilla, ale nie pomaga Minyi i zmusza go, by walczył sam. Z pomocą Ichirō Minya zwycięża i powala Gabarę na ziemię. Godzilla jest dumny z Minyi, Gabara jednak nie daje za wygraną i rzuca się na obojga. Godzilla z łatwością rozprawia się z Gabarą, który ucieka w panice.
Ichirō reaguje strachem widząc jak Godzilla idzie wprost na niego. Okazuje się, że to rabusie go atakują. Zainspirowany walką Minyi udaje się przechytrzyć swych oprawców. Na zewnątrz Shinpei zauważa swoje auto. Zaskoczony, że znajduje się tam skradziona gotówka, dzwoni na policję. Następnego ranka matka Ichirō oznajmia mu, że nie będzie pracować w godzinach nocnych. Wracając ze szkoły, Ichirō i Sachiko napotykają łobuzów. Jednak Ichirō rzuca się na Sankō. Będący pod wrażeniem jego odwagi łobuzy i Sankō godzą się z nim. Po chwili Ichirō płata figla malarzowi billboardu, który wściekły zaczyna gonić jego i resztę dzieci, jednak bez skutku.

## Obsada
- Tomonori Yazaki – Ichirō Miki
- Hideyo Amamoto – Shinpei Inami
- Sachio Sakai – rabuś Senbayashi
- Kazuo Suzuki – rabuś Okuda
- Machiko Naka – matka Ichirō
- Kenji Sahara – ojciec Ichirō
- Hidemi Itō – Sachiko
- Junichi Itō – Sankō Gabara
- Tōru Mori – chłopiec z gangu Gabary #1
- Toshiya Kurokawa – chłopiec z gangu Gabary #2
- Hiroyuki Miyaoka – chłopiec z gangu Gabary #3
- Nobuhito Takahashi – chłopiec z gangu Gabary #4
- Ikio Sawamura – barman
- Yoshifumi Tajima – detektyw #1
- Chōtarō Tōgin – detektyw #2
- Yutaka Sada – kolejarz
- Yutaka Nakayama – malarz billboardów
- Haruo Nakajima – Godzilla
- „Little Man” Machan – Minya
- Midori Uchiyama – Minya (głos)
- Yasuhiko Kakuyuki – Gabara

## Produkcja

### Przygotowania
W kwietniu 1968 roku, podczas produkcji Zniszczyć wszystkie potwory wytwórnia Tōhō osiągnęło porozumienie z amerykańskim studiem filmów animowanych Filmation w sprawie produkcji serialu animowanego o Godzilli. Miał być wyemitowany w japońskiej i amerykańskiej telewizji w latach 1969-70, a Tōhō otrzymało możliwość połączenia jego odcinków w formie filmu kinowego. Obie firmy mogły również stworzyć filmy fabularne z Godzillą. Finalnie z tych planów nic nie wyszło.
Z kolei Tōhō zaczął dotykać poważny kryzys biznesowy, spowodowany mniejszymi przychodami z kin, co doprowadziło w przyszłości do redukcji i demontażu działu produkcji oraz restrukturyzacji studia. We wrześniu 1969 roku kierownictwo Tōhō podczas finalizowania noworocznej rozpiski filmów, zatwierdzono następny film Godzillą. Wzięto pod uwagę, fakt że wydana w lipcu bieżącego roku wysokobudżetowa Szerokość geograficzna zero okazała się klapą finansową, zaś wydany w 1968 roku Zniszczyć wszystkie potwory okazał się być bardziej dochodowy od Syna Godzilli z 1967 roku, zdecydowano się zrezygnować z planów zakończenia serii filmów z Godzillą . Jednak seria miała być w systemie produkcyjnym o niskim budżecie, wynoszącym od jednej trzeciej do jednej czwartej budżetu poprzednich filmów.

### Scenariusz
W połowie lat 60. XX wieku w Japonii nastąpiło zjawisko tzw. kagikko (jap. カギっ子, pol. dziecko z kluczem zatrzaskowym), gdy rodziny z trudem mogły sobie pozwolić na rosnące koszty mieszkaniowe, a więcej kobiet było zmuszanych do podejmowania pracy poza domem. Opieka pozaszkolna była rzadkością, więc dzieci musiały radzić sobie same, dopóki ich matki nie wróciły. Temat ten zainteresował Ishirō Hondę przydzielonego jako reżyser – „Wytwórnia chciała dużo potworów, ale powiedzieli nam, że nie mają pieniędzy... Postanowiliśmy zająć się jednym z ówczesnych problemów społecznych, dziećmi z kluczem na szyi. Ustaliliśmy, że dzieciak lubi potwory, więc udaje i urzeczywistnia to [w swoich snach]” . Z kolei wątek poboczny dwóch rabusiów nawiązywał do głośnej kradzieży bankowej 300 mln jenów z 1968 roku, która wówczas była największym napadem w historii Japonii.
Shinichi Sekizawa oddał swój pierwszy szkic scenariusza 17 września 1969 roku pt. Ōru Kaijū Daishingeki (jap. オール 怪獣大進撃, pol. Atak wszystkich potworów). W oryginalnym scenariuszu miały wystąpić Godzilla, Minya, Rodan, Ōdako, Kumonga i nowy potwór Gebara. Rodan miał ścigać Ichirō, zaś Ōdako miał stoczyć walkę z Godzillą. Tomoyuki Tanaka spostrzegł, że mocno polegający na wykorzystaniu fragmentów z poprzednich filmów Gamera kontra Viras z konkurencyjnej wytwórni Daiei był sukcesem finansowym. Zaproponował stworzyć także historię mogącą opierać na podobnej formule. W gotowym filmie Rodana zastąpił Kamacuras, a w miejsce pojedynku Godzilli z Ōdako dano fragment filmu Ebirah – potwór z głębin. Autorzy książki Tōhō Tokusatsu Eiga Taizenshū sugerowali, że Shinichi Sekizawa, zwykle unikający polityki w swej twórczości, zaczerpnął imię Gebary od argentyńskiego rewolucjonisty Che Guevary, bądź niemieckiego słowa gewalt (pol. przemoc), które były popularne wśród japońskich studentów.

### Casting
Rolę ojca Ichirō otrzymał Kenji Sahara, który w przygotowaniach brał lekcje od prawdziwego kolejarza. Rolę Shinpeia Imamiego otrzymał Hideyo Amamoto, grający dotychczas w produkcjach Tōhō czarne charaktery, przez co narzekał na Ishirō Hondę, że dostał rolę w której nie miał doświadczenia. Głosu Minyi użyczyła aktorka Midori Uchiyama.

### Ralizacja
Zdjęcia rozpoczęły się 11 października i były kręcone w Kawasaki, które w owym czasie było najbardziej z zanieczyszczonych japońskich miast. Honda zadecydował, że będzie to odpowiednia lokalizacja do pokazania smutnych realiów kagikko.
Pierwszym pomysłem na Gebarę było zrobienie z niego turkucia, lecz zdecydowano się na zmutowaną ropuchę. Twórca kostiumów kaijū, Teizō Toshimitsu wykonał szkic Gebary jako potencjalne odniesienie do kostiumu. Szkic ten został doszlifowany przez projektanta artystycznego Hiroshiego Komurę, dopracowując wyraz twarzy i fakturę klatki piersiowej i brzucha. W późniejszym czasie, by uniknąć skojarzeń z amerykańskim filmem Che! wchodzącym na ekrany japońskich kin jako Gebara!, Tōhō zdecydowało się na zmianę imienia Gebary na Gabara.
Wykorzystano kostium Godzilli z poprzedniego filmu oraz Minyi z Syna Godzilli. Kostium Minyi został ponownie zreperowany ze znaczną modyfikacją głowy, aby umożliwić większy zakres wyrazu twarzy. Została również skonstruowana ręczna marionetka górnej części ciała Minyi do skalowania z kostiumem, aby pomóc w scenach przedstawiających mówiącego Minyę.
Główną wskazówką w modelowaniu kostiumu Gabary było to, żeby wyglądał jak Godzilla bez ogona. Ciało Gabary wykonali bracia Yagi przy asyście Keizō Murase, zaś Toshimitsu wykonał głowę z głowy starego kostiumu Godzilli. Był to ostatni film z Godzillą, przy którym pracował Teizō Toshimistu.
Kamacuras był jedynym potworem, oprócz Godzilli, Minyi i Gabary, który pojawił się w nowo nakręconym materiale. Jeden z rekwizytów Kamacurasa z Syna Godzilli, który nie został spalony podczas kręcenia, został wykorzystany do nowego ujęcia przedstawiającego Kamacurasa przechodzącego nad dziurą, do której wpadł Ichirō.
W związku z obniżonym budżetem i skróconym czasem wykorzystano jedną ekipę filmową do nakręcenia wszystkich scen, zamiast dwóch oddzielających kręcenie efektów specjalnych od standardowego materiału filmowego, jak to zwykle robiono. W tym filmie zaczęto stosować na wielką skalę materiały archiwalne z poprzednich filmów kaijū, celem oszczędności kosztów, co zaważyło na jakości późniejszych filmów z Godzillą. Wykorzystano fragmenty z Ucieczki King Konga, Zniszczyć wszystkie potwory, Syna Godzilli, Ebiraha – potwora z głębin i Kyōmo Ware Ōzora ni Ari.
Ishirō Honda oprócz reżyserii był również reżyserem efektów specjalnych, z pomocą Teruyoshiego Nakano, jako że jego poprzednicy Eiji Tsuburaya i Sadamasa Arikawa pracowali nad zbliżającym się Expo ’70, a także w tym czasie ten pierwszy był ciężko chory. Jednak Honda z szacunku do Tsuburayi, który był jego przyjacielem, umieścił jego nazwisko w filmie jako twórcę efektów specjalnych. Tsuburaya zmarł kilka tygodni po premierze filmu.

## Promocja
Tōhō miało już świadomość, że Godzilla był coraz popularniejszy wśród dzieci. Chcąc konkurując z innymi japońskimi wytwórniami wśród dziecięcej demografii, wytwórnia wzięła inspirację od skierowanego do dzieci „Toei Manga Festival” bloku kinowego Toei Animation. Festiwal ten odbywał się ok. 3 razy w roku, podczas którego pakowano razem wiele produkcji anime, dając klientowi dużą wartość z możliwością prawie całodniowej aktywności. Adaptując ten model, Tōhō dostosował go, zastępując animacje filmami typu kaijū. Blok został nazwany „Toho Champion Festival” i w nim miał zostać wydany premierowo Rewanż Godzilli, jak i następne filmy z serii.
30 listopada 1969 roku Kenji Sahara, Machiko Naka oraz aktorzy wcielający się w Godzillę, Minyę i Gabarę pojawili się na Międzynarodowym Lotnisku Harumi celem promowania filmu. Rewanż miał zostać wydany w okresie bożonarodzeniowym celem większych zysków.

## Odbiór

### Premiera
Japońska premiera odbyła się 10 grudnia 1969 roku w potrójnym seansie wraz z Konto 55-gō: Uchū daibōken i animowanym Kyojin no Hoshi: Yuke Hyuma, inaugurując tym samym przeznaczony dla dzieci blok kinowy „Toho Champion Festival”, który Tōhō do 1978 roku wypuszczało zwykle 3 razy w roku i w jego ramach wznawiała wcześniejsze filmy kaijū w wersji skróconej pod dziecięcą widownię.

### Wynik finansowy
Rewanż Godzilli zarobił 258 mln jenów przy sprzedanych 1,48 mln biletach. Jednocześnie „Toho Champion Festival” okazał się wielkim sukcesem dla wytwórni, która w jego ramach wznowiła wszystkie dotychczasowe filmy z Godzillą z wyjątkiem Godzilli z 1954 roku i jego kontynuacji Godzilla kontratakuje z 1955 roku.

### Wersja amerykańska
Rewanż Godzilli został zakupiony przez Henry’ego G. Sapersteina z United Productions of America. Dubbing wykonało studio Ryder Sound Services, Inc. pod nadzorem Rileya Jacksona. W tej wersji syn Godzilli, znany w Japonii jako Minira i tłumaczone na rynek międzynarodowy Minilla, otrzymał imię „Minya”. Dodatkowo jego głosu użyczył mężczyzna nadając barwę podobną do Barneya Rubble’a z Flintstonów, w przeciwieństwie do kobiety z wersji japońskiej imitującej dziecięcy głos. Jedyną istotną zmianą w filmie było usunięcie piosenki „Monster March” Lily Sasaki, która była odtwarzana w napisach początkowych i ponownie w trakcie filmu. W obu przypadkach zastąpiony został instrumentalnym utworem jazzowym Ervina Jereba pt. „Crime Fiction”.
Oryginalny amerykański tytuł filmu to Minya, Son of Godzilla, który pojawił się na liście nadchodzących premier magazynu „BoxOffice” od 3 do 31 maja 1971 roku. Materiały reklamowe, w tym plakat, dla Minya, Son of Godzilla istnieją, a wersja filmu pod tym tytułem była pokazywana w ograniczonych ilościach w północno-wschodnich Stanach Zjednoczonych od lutego do kwietnia 1972 roku. Tytuł został zmieniony na Godzilla’s Revenge do powszechnej dystrybucji, aby uniknąć pomyłki z Synem Godzilli, który był już pokazywana w amerykańskiej telewizji. Film był również promowany jako Terror of Godzilla w „BoxOffice” od 7 czerwca do 26 lipca 1971 roku. Odmiana tego tytułu została później wykorzystana jako amerykański tytuł kinowy dla Powrotu Mechagodzilli, kolejnego filmu nabytego przez Sapersteina.
Pod ostatecznym tytułem film został wydany w sierpniu 1971 przez Maron Films w podwójnym pokazie z Night of the Big Heat, a niektóre kina wyświetlały go w potrójnym pokazie z Inwazją potworów i Pojedynkiem potworów.

### Reakcje
Film jest powszechnie uznawany za najgorszy film z Godzillą oraz przyczynek spadającej popularności Godzilli, krytykując dziecinny ton, nadmiar fragmentów z poprzednich filmów czy irytujące postacie. Amerykański uczony John Volidka w swej pracy Atomic Reaction: Godzilla as Metaphor for Generational Attitudes Toward the United States and the Bomb wykazał, że Ichirō w końcówce filmu de facto sam staje się dręczycielem. Henry G. Saperstein uznał film za najgorszy z serii z powodu dania Godzilla syna, będąc zdania że uczłowieczanie fantazyjnej postaci mija się z celem i oddala go od widowni. Hideyo Amamoto z kolei uważał rolę Shinpeia Imamiego za swoją najsłabszą rolę w karierze.
Z biegiem lat niektórzy krytycy zaczęli dostrzegać drugie dno i doceniać za ukazanie problematyki samotnych dzieci chcących oderwać się od szarej rzeczywistości. Niektórzy zwracają, że historia ma potencjał i można byłoby wykorzystać fragmenty z poprzednich filmów jako seanse kinowe, jako że w filmie jest zasugerowana fikcyjność potworów. Sam Honda uważał za jeden ze swych ulubionych filmów . Amerykański scenarzysta John Fasano, wspominał, że zobaczył ten film, gdy był nękanym dzieckiem i po jego seansie postawił się swemu dręczycielowi.

## Odniesienia w kulturze popularnej
- Gabara i Minya pojawili się w serialach Ike! Goddoman i Ike! Gurīnman jako antagoniści[45].
- Amerykański muzyk hip hopowy Jun Classic będąc członkiem grupy hip hopowej Monsta Island Czars nosił pseudonim Gabarah[46].
- Crackler z animowanej kontynuacji Godzilli z 1998 roku był inspirowany Gabarą. Tak jak on jest wytworem sennym i posiada moce wyładowania elektrycznego[47].
- Portal internetowy Nerdist w 2020 roku stworzył prześmiewczy poradnik filmowy dla rodziców Godzilla’s Guide to Parenting wykorzystujący fragmenty z Rewanżu Godzilli i Syna Godzilli[48].